# リミンカ

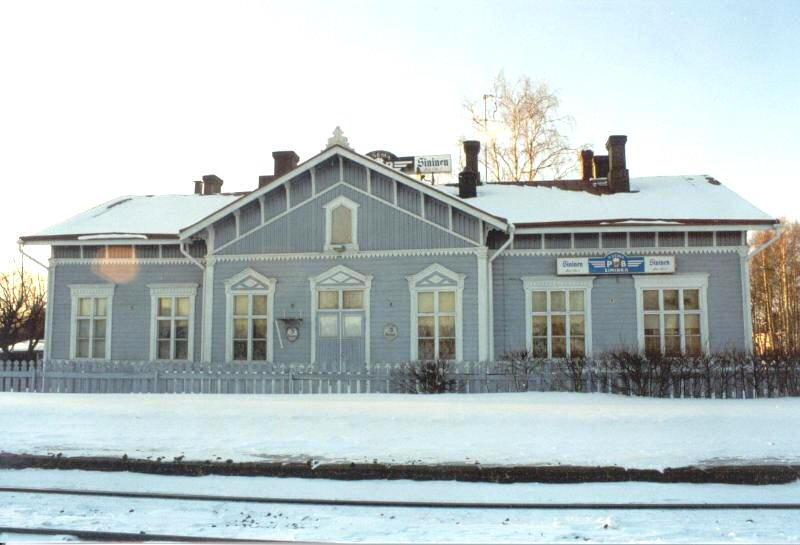
リミンカ駅

リミンカ (フィンランド語: Liminka、スウェーデン語: Limingo) はフィンランドの北ポフヤンマー県オウル郡に位置するクンタ。オウルより南に25キロメートル (16 mi)。
人口は10,210人 (2021年12月31日現在)で、面積は651.71 km2。うち、14.54 km2が水面地である。 人口密度は16.03/km2。隣接する地方自治体にケンペレ、ルミヨキ、ムホス、オウルンサロ 、シーカヨキ 、シーカラトヴァ、ティルナヴァ、ヴァーラがある。

## 歴史
リミンカは1477年に開かれた。伝承ではリミンカの由来は、Limmiという巨人の名からとられたとされる。
リミンカ湾 (Liminganlahti) は鳥の楽園として広く知られる。

## 姉妹都市
- エストニア・ヌオ郡（英語版）[4]